# هندة رابي (كيش)
هندة رابي (بالفارسية: هنده رابی) هي قرية تقع في إيران في قسم كيش الريفي. يقدر عدد سكانها بـ 79 نسمة .